# Stronziodresserite
La stronziodresserite è un minerale appartenente al gruppo della dresserite.